# Грион
Грио́н (фр. Gryonne) — небольшая альпийская река, приток Роны.
Находится в Швейцарском кантоне Во. Эта река протекает 15 километров с западной части горы Ле-Дьяблере. Перепад высот по течению реки составляет примерно 1500 метров, река образует пороги и даже небольшие водопады. Самым большим притоком является речка Ле-Ваукс.
Грион имеет небольшую гидро-электростанцию, которая обеспечивает город Бе энергией.
Ближайший к истоку город называется Тавейан. Река играет огромную роль в снабжении этого города водой.
Во время зимы река иногда замерзает, но когда наступает весна, объём воды увеличивается в несколько раз. Изредка происходят наводнения, для уменьшения последствий которых русло было специально углублено.